# Royal Kunia, Hawaii
Royal Kunia är en ort (CDP) i Honolulu County, i delstaten Hawaii, USA. Enligt United States Census Bureau har orten en folkmängd på 14 525 invånare (2010) och en landarea på 7,8 km².